# Associazione Sportiva Arona 1980-1981
Questa voce raccoglie le informazioni riguardanti l'Associazione Sportiva Arona nelle competizioni ufficiali della stagione 1980-1981.

## Rosa
| N. |                   | Ruolo | Calciatore             |
| -- | ----------------- | ----- | ---------------------- |
|    | Italia (bandiera) | P     | Ravizza Giorgio        |
|    | Italia (bandiera) | C     | Maurizio Ballio        |
|    | Italia (bandiera) | C     | Ugo Beltrami           |
|    | Italia (bandiera) | C     | Maurizio Brusorio      |
|    | Italia (bandiera) | C     | Pier Ambrogio Cattaneo |
|    | Italia (bandiera) | D     | Giovanni Cozzi         |
|    | Italia (bandiera) | D     | Giovanni Di Domenico   |
|    | Italia (bandiera) | A     | Luciano Facchi         |
|    | Italia (bandiera) | C     | Roberto Fontana        |
|    | Italia (bandiera) |       | Madaschi               |

| N. |                   | Ruolo | Calciatore        |
| -- | ----------------- | ----- | ----------------- |
|    | Italia (bandiera) | D     | Giuseppe Malengo  |
|    | Italia (bandiera) | A     | Cristiano Masuero |
|    | Italia (bandiera) | A     | Mauro Pescarolo   |
|    | Italia (bandiera) | C     | Emilio Pusiol     |
|    | Italia (bandiera) | A     | Bruno Rossi       |
|    | Italia (bandiera) | P     | Daniele Sacchi    |
|    | Italia (bandiera) | D     | Alberto Tosi      |
|    | Italia (bandiera) | D     | Antonio Veschetti |
|    | Italia (bandiera) | A     | Mirco Zonca       |